# 耶馬台凸尾介
耶馬台凸尾介（学名：Caudites yamatoi）为粗面介科凸尾介屬下的一个种。